# Анди Макдермът
Анди Макдермът (на английски: Andy McDermott) е английски писател на бестселъри в жанра исторически трилър. Издадена е в България и като Анди Макдърмът.

## Биография и творчество
Анди Макдермът е роден на 2 юли 1974 г. в Халифакс, Западен Йоркшър, Англия.
Учи в Университета Кийл в Нюкасъл ъндър Лайм. След дипломирането си работи журналист и редактор на списания като „DVD Review“ и „Хотдог“. Бил е карикатурист, графичен дизайнер, рецензент на видеоигри, и автор на текстове към британския фантастичен комикс „2000AD“.
През 2006 г. е издаден романът му „Death of the Senses“ от съвместната поредица „Последно назначение“.
През 2007 г. е публикуван романът му „Експедиция Атлантида“ от емблематичната му поредица „Нина Уайлд и Еди Чейс“. Главен герой в нея е археоложката Нина Уайлду пазена от нейния верен бодигард Еди Чейс, бивш командос. Увлечена от намирането на тайнствени артефакти и разкриването на древни загадки тя се излага на неподозирани опасности.
Анди Макдермът живее в Борнмът.

## Произведения

### Самостоятелни романи
- The Persona Protocol (2013) – издаден и като „The Shadow Protocol“

### Серия „Нина Уайлд и Еди Чейс“ (Nina Wilde and Eddie Chase)
1. The Hunt for Atlantis (2007)
Експедиция Атлантида, изд. „Ергон“, София (2009), прев. Диана Райкова
2. The Tomb of Hercules (2008)
Гробницата на Херкулес, изд. „Арт Етърнал Дистрибушън“ (2014), прев. Мирела Стефанова
3. The Secret of Excalibur (2008)
Тайната на Екскалибур, изд. „Арт Етърнал Дистрибушън“ (2014), прев. Мирела Стефанова
4. The Covenant of Genesis (2009)
Орденът на Завета, изд. „Ергон“, София (2010), прев. Васил Велчев
Генезис, изд. „Арт Етърнал Дистрибушън“ (2014), прев. Васил Велчев
5. The Cult of Osiris (2009) – издаден и като „The Pyramid of Doom“
Операция Озирис, изд. „Ергон“, София (2011), прев. Васил Велчев
6. The Sacred Vault (2010) – издаден и като „The Vault Of Shiva“
Свещената крипта, изд. „Ергон“, София (2011), прев. Васил Велчев
7. Empire of Gold (2011)
Империя от злато, изд. „Ергон“, София (2011), прев. Мирела Стефанова
8. Temple of the Gods (2011) – издаден и като „Return to Atlantis“
Храмът на боговете, изд. „Ибис“ (2015), прев. Коста Сивов
9. The Valhalla Prophecy (2014)
Пророчеството Валхала, изд. „Ибис“ (2015), прев. Коста Сивов
10. Kingdom of Darkness (2014)
Царството на мрака, изд. „Ибис“ (2021), прев. Александър Мишков
11. The revelation code (2015)
Кодът на откровението
12. The Midas legacy (2016)
Наследството на Мидас, изд. „Арт Плюс“ (2021), прев.
13. King Solomon's Curse (2017)
Проклятието на цар Соломон, изд. „Арт Етърнал“ (2021), прев.
14. The Spear of Atlantis (2018)
Копието на Атлантида
15. The Resurrection Key (2019)
Ключът на възкресението
16. The Temple of Skulls (2022)
Храмът на черепите
17. The Knights of Atlantis (2023)
Рицарите на Атлантида
18. The Shroud of Hades (насрочено издаване през Юли 2025)
Плащеницата на Хадес
19. The Pandora Conspiracy (насрочено издаване през 2026)
Конспирацията Пандора

### Участие в общи серии с други писатели

#### Серия „Последно назначение“ (Final Destination)
- Death of the Senses (2006)

от серията има още 9 романа от различни автори

### Новели
- Murder on the Orient Excess: The Curious Case Files of Leviticus Gold (2013)
- Last Survivor (2015)